# Il mistero di Capo Spagna
Il mistero di Capo Spagna (titolo originale The Spanish Cape Mystery) è un romanzo poliziesco di Ellery Queen, scritto nel 1935.

## Personaggi
- Ellery Queen : scrittore ed investigatore privato
- Macklin : giudice e amico di Ellery Queen
- Moley : ispettore della polizia locale
- John Marco : avventuriero squattrinato
- Walter Godfrey : milionario, proprietario di una villa a Capo Spagna
- Stella Kummer : moglie di Walter Godfrey
- Rosa Godfrey : figlia di Stella e Walter Godfrey
- David Kummer : fratello di Stella e zio di Rosa Godfrey
- Earle Cort : amico di Rosa
- Laura Constable : invitata alla festa
- Joe e Cecilia Munn : marito e moglie, invitati alla festa
- Capitan Kidd : uomo di proporzioni eccezionali
- Pitts : cameriera della signora Godfrey
- Tiller : domestico di casa Godfrey
- Jorum : giardiniere
- Signora Burleigh : governante
- Lucius Penfield: avvocato di John Marco
- Harry Stebbins: proprietario di una stazione di servizio

## Trama
All'inizio della storia una giovane erede e suo zio, seduti durante un party fuori della loro casa estiva a Capo Spagna, fuggono gli ospiti della casa per scambiare due chiacchiere in tranquillità. All'improvviso un gigante con un occhio solo irrompe sulla scena e, scambiando l'uomo per John Marco - uno degli ospiti della casa - lo rapisce, insieme con la ragazza, e conduce entrambi in una casa vicina. Qui il gigante lega la ragazza ad una sedia e sparisce verso il mare con l'uomo.
La mattina successiva Ellery Queen e un amico arrivano a Capo Spagna dove hanno preso in affitto una casa per qualche giorno di vacanza, e proprio nella casa in questione trovano la ragazza legata. Dopo averla slegata la riportano a casa, e lì subito apprendono che John Marco è stato ritrovato morto strangolato sulla terrazza. Il particolare sconcertante è che il cadavere è nudo, ad eccezione di un mantello da opera e un bastone.
Coinvolto nelle indagini, presto Ellery Queen scopre che all'interno della casa vi sono molte persone che avevano una buona ragione per eliminare Marco. Tra di queste alcune erano state ricattate dall'uomo e avevano avuto scontri violenti con lui nei giorni precedenti all'omicidio.
Con la sua solita sagacia Ellery comincia a raccogliere fatti e testimonianze e a formulare le sue teorie, fino allo smascheramento del colpevole nel drammatico finale.

## Critica
"Il mistero di Capo Spagna contiene una soluzione ingegnosa. Le strane circostanze riguardo alla nudità del cadavere sono un parallelo con quelle del libro precedente, Il delitto alla rovescia, in cui vi era un rovesciamento di tutto quanto concerneva il cadavere e la scena del delitto. La soluzione mostra anche l'ammirevole uso della logica da parte di Ellery Queen: una volta che Ellery scopre il metodo dell'omicidio, è in grado di dedurre da esso l'identità dell'assassino, in un modo che appare paradigmatico per l'uso della deduzione nel romanzo poliziesco. Comunque, la soluzione è abbastanza semplice, la trama non è particolarmente complessa, e il libro è troppo lungo rispetto alla sostanza della trama. L'intera storia sarebbe stata migliore come racconto, o circa metà della lunghezza del romanzo."

Questo libro è l'ultimo di Queen che porta un titolo (nell'originale inglese) costruito secondo lo schema The + aggettivo di nazionalità + sostantivo + Mystery. A partire dal successivo La casa delle metamorfosi i due autori abbandoneranno questa caratteristica ricorrente nei primi nove romanzi.

## Opere derivate
Questo fu il primo libro di Ellery Queen a essere adattato per il grande schermo. The Spanish Cape Mystery è un B-movie diretto nel 1935 da Lewis D. Collins, con Donald Cook nella parte di Ellery. La trama segue abbastanza fedelmente quella del libro, pur omettendo qualsiasi riferimento alla nudità del cadavere. Le sequenze iniziali, nelle quali Ellery risolve un caso di furto di gioielli (non correlato alla trama principale), furono tagliate in occasione della messa in onda televisiva negli anni cinquanta e per molto tempo sono state ritenute perdute; tuttavia, queste sequenze sono ora presenti in una copia disponibile nel pubblico dominio su YouTube.

## Curiosità
Il libro è pieno di citazioni. Per fare solo alcuni esempi riportiamo Amleto, il romanzo di Daniel Defoe Robinson Crusoe e il suo personaggio di Venerdì, il pugile Primo Carnera, la raccolta di novelle de Le mille e una notte, Cristoforo Colombo, il dio Adone, la prima guerra mondiale, Richard Wagner, Sigmund Freud, gli scrittori Dashiell Hammett e Arthur Conan Doyle (e la sua creatura più nota, Sherlock Holmes), Mefistofele, Voltaire, Edgar Wallace, James Oppenheim e Niccolò Machiavelli.

## Edizioni
- Ellery Queen, Il mistero di Capo Spagna, traduzione di Silvana Guardigli Bernasconi, collana Seria Gialla (n. 64), Garzanti, 1955.
- Ellery Queen, Il mistero di Capo Spagna, traduzione di Silvana Guardigli Bernasconi, collana Oscar gialli (n. 134), Mondadori, 1985, ISBN 88-04-25825-X.